# Nations Air
Nations Air era una nuova compagnia aerea negli Stati Uniti che iniziò ad operare nel 1995, essendo stata istituita come Miami Air Charter nel 1987 per poi chiudere nel 1999. Una compagnia canadese con un nome simile, Nationair, era attiva tra la fine degli anni '80 e l'inizio degli anni '90.

## Storia
Nations Air iniziò con tre Boeing 737-200. Venivano effettuati servizi di linea tra Pittsburgh, Filadelfia, Boston e Myrtle Beach, nella Carolina del Sud. La compagnia aerea dovette affrontare rapidamente una concorrenza aggressiva e questioni di sicurezza che portarono la FAA a mettere a terra gli aerei della compagnia per un po' nel luglio 1995.

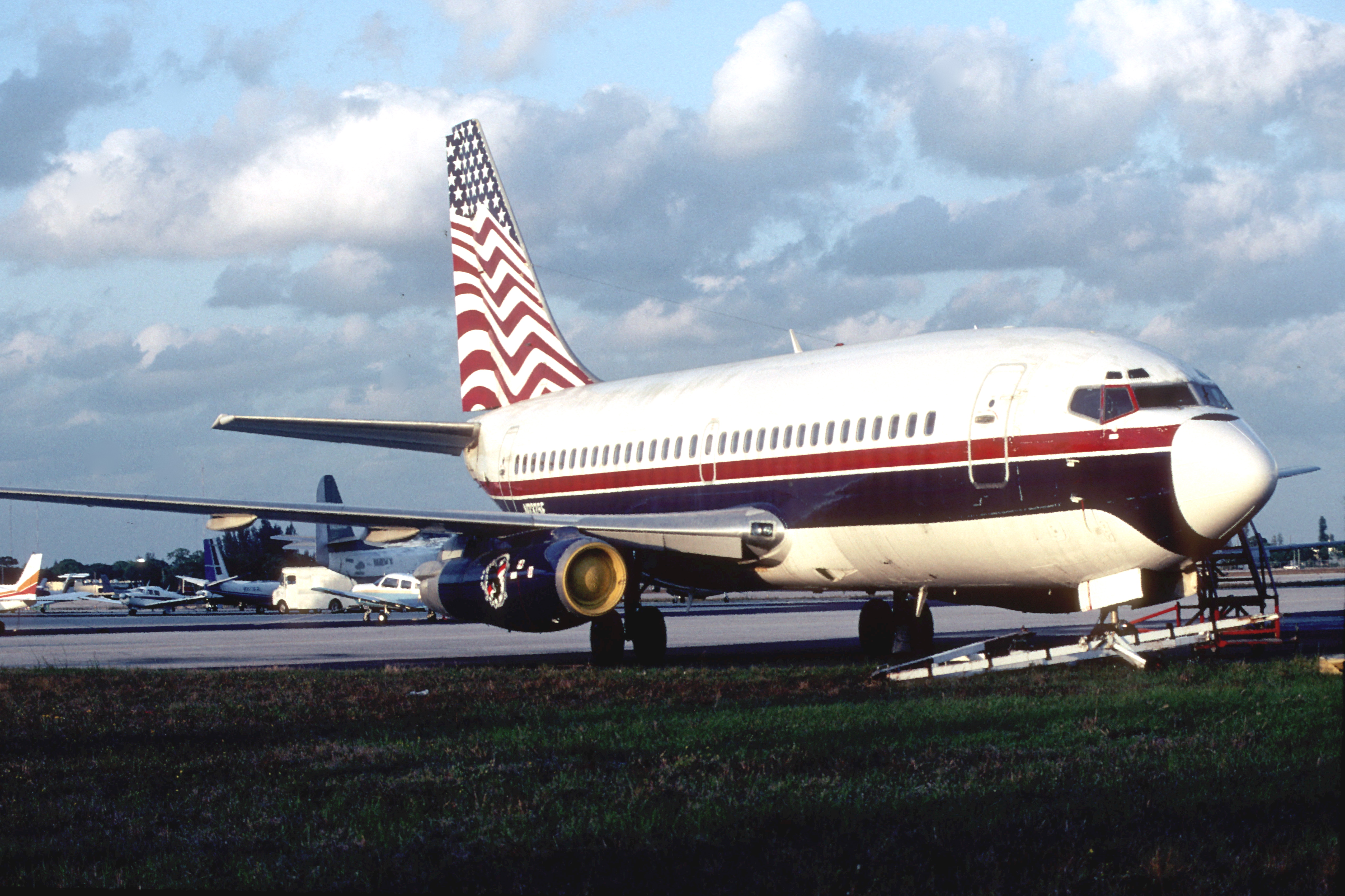
N7375F, 737 della Nations Air parcheggiato nell'aeroporto di Zurigo, in Svizzera.

La fine del servizio di linea della Nations Air avvenne dopo che l'incidente della Valujet nelle Everglades della Florida creò un enorme contraccolpo contro le piccole compagnie regionali e la percezione che non fossero sicure dal punto di vista della manutenzione e dell'addestramento. L'amministratore delegato di Nations Air, Mark McDonald, interruppe così il servizio di linea e, invece, utilizzò i suoi 737 per servire i mercati degli hotel e dei casinò di Atlantic City e Gulfport/Biloxi.
Nations Air Express cessò le operazioni il 1º settembre 1999.

### Servizio nel 1995
Secondo l'orario del sistema Nations Air del 1º dicembre 1995, il servizio di linea era operato su una rotta di linea Boston (BOS)-Philadelphia (PHL)-Pittsburgh (PIT) con diversi voli operati ogni giorno, sebbene nessuno di questi venisse operato quotidianamente. Le tariffe erano a partire da 39 dollari solo andata BOS-PHL e PHL-PIT.

### Servizio nel 1999
Secondo l'Official Airline Guide (OAG) del 1º giugno 1999, la compagnia aerea effettuava un servizio non-stop di linea tra Gulfport, MS (GPT) e Atlanta (ATL) quattro volte a settimana.

## Flotta
- 2 Boeing 727-200 (N12304 e N258US) affittati da Pegasus Aviation
- 4 Boeing 737-200 (N305VA, N308VA, N309VA e N737F)